# 米亞·瑪爾科娃
米亞·瑪爾科娃（英語：Mia Malkova，1992年7月1日—）是一名美國成人影星。

## 簡介
美國人，擁有德國、法國及愛爾蘭的血統。
2012年，透過從小就認識的朋友，也是色情演員的娜塔莎·瑪爾科娃（Natasha Malkova）介紹而入行。
2013年，打著北歐出身的名號，跨海參與日本成人影片的演出。
2014年7月，由同業丹尼·孟騰（Danny Mountain）宣佈兩人結婚。12月，日本AV引退作發表。随后与hard x 签约
2016年十月，她在杂志阁楼上任封面人物。
2018年，她着重于2018年纪录片电影《上帝，性与真理》，讲述了女性性与美的力量。她在一次采访中透露：“进入色情片的唯一原因是因为她热爱性爱，而色情世界是探索各种形式性行为的最安全，最佳场所。
在2019年12月，她和炉石乐队的流媒体川普（Trump）合唱，一起演唱了《整个世界》。
2020年4月，Malkova和其他11位成人/前成人女演员出现在G-Eazy歌曲“ Still Be Friends”的音樂影片中。
2020年10月，她出现在Ninja Sex Party歌曲“ Wondering Tonight”的音樂影片中。

## 提名或獲獎
| 年度 | 獎項           | 結果 | 類別                                                  | 片名                        |
| ---- | -------------- | ---- | ----------------------------------------------------- | --------------------------- |
| 2013 | 夜遊成人娛樂獎 | 提名 | 最佳新人                                              | 不適用                      |
| 2013 | Sex Award      | 提名 | 年度最佳新人                                          | 不適用                      |
| 2014 | 成人影帶新聞獎 | 獲獎 | 最佳全女性群交性愛場景 (與 格雷西·格南、雷文·蘿克特)  | Meow! 3                     |
| 2014 | 成人影帶新聞獎 | 提名 | 最佳男/女性愛場景 (與 曼紐爾·費拉拉)                  | Cuties 4                    |
| 2014 | 成人影帶新聞獎 | 提名 | 最佳女/女性愛場景 (與 潔西·安德絲)                    | Girl Crush 3                |
| 2014 | 成人影帶新聞獎 | 獲獎 | 最佳新人                                              | 不適用                      |
| 2014 | 成人影帶新聞獎 | 提名 | 最佳口交場景                                          | Swallow This 30             |
| 2014 | 成人影帶新聞獎 | 提名 | 最佳單人性愛場景                                      | All Natural Glamour Solos 3 |
| 2014 | 成人影帶新聞獎 | 提名 | 最佳三人性愛場景 (男/男/女) (與 雷蒙·諾馬、米克·布魯) | Mia                         |
| 2014 | 成人產業獎     | 提名 | 最佳新人                                              | 不適用                      |
| 2014 | 成人產業獎     | 提名 | Best Scene - Non-Feature Release (與 丹尼·山峰)       | Eternal Passion             |
| 2014 | 成人產業獎     | 提名 | 最佳場景 - 全女性 (與 Malena Morgan)                  | We Live Together 29         |

## 外部連結
- 米亞·瑪爾科娃的X（前Twitter）
- 米亞·瑪爾科娃在互联网电影资料库（IMDb）上的資料（英文）
- 米亞·瑪爾科娃在網際網路成人電影資料庫
- 成人電影資料庫上米亞·瑪爾科娃的资料（英文）